# Frank Connah
Frank Arthur Connah (Warrington, Cheshire, 1884 – St Asaph, Denbighshire, 20 de desembre de 1954) va ser un jugador d'hoquei sobre herba gal·lès que va competir a principis del segle xx.
El 1908 va prendre part en els Jocs Olímpics de Londres, on va guanyar la medalla de bronze en la competició d'hoquei sobre herbal, com a membre de l'equip gal·lès.